# Samira Islam
Pour les articles homonymes, voir Islam (homonymie).
Samira Ibrahim Islam est une pharmacologue saoudienne. Elle est directrice de l'unité de contrôle des médicaments au centre du Roi Fahd, à l'université du roi Abdulaziz. 
Elle a contribué à faire avancer la cause de l'éducation des femmes en Arabie saoudite. Elle est la première femme saoudienne à obtenir un doctorat de philosophie, et la première personne d'origine saoudienne à devenir professeur émérite de pharmacologie, en 1983.

## Biographie
Durant ses études secondaires, Samira Islam est envoyée en Égypte afin de poursuivre sa scolarité. Elle est la première femme saoudienne à devenir docteur en philosophie. À partir de 1971, elle donne des conférences à l'université du roi Abdulaziz. Elle est nommée conseillère à l'Académie pour les sections féminines dans les antennes de l'université de La Mecque et de Djeddah en 1973. Elle travaille à l'ouverture des études universitaires pour les Saoudiennes. Elle devient vice-doyenne de la faculté de Médecine en 1974.
Elle étudie le métabolisme des médicaments sur la population saoudienne. Elle fonde et dirige l'Unité de contrôle des médicaments au Centre du Roi Fahd à l'université du roi Abdulaziz. Elle est la première personne d'origine saoudienne à devenir professeur en pharmacologie, en 1983. Elle siège au conseil d'administration de l'Arab Science and Technology Foundation.